# Concessão

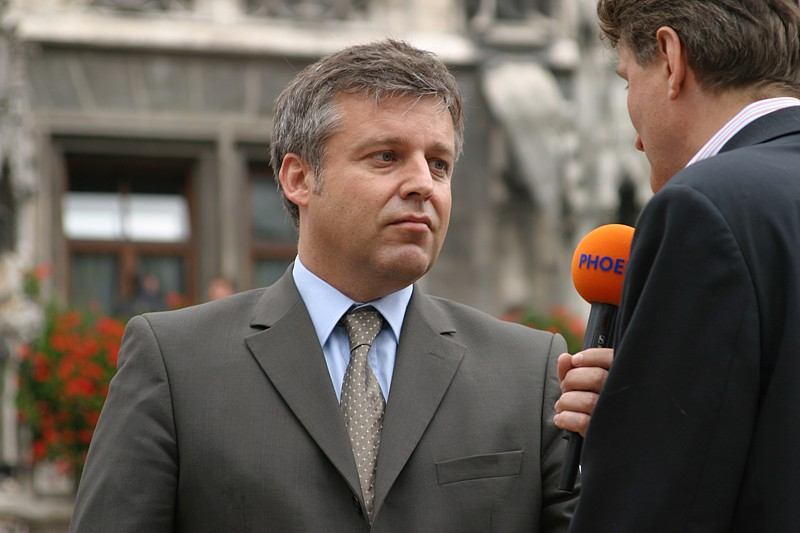
Entrevista para uma emissora de televisão. Em muitos países, os canais de televisão são concessões públicas.

A concessão (lat. concessio) é a permissão para realizar alguma coisa. É a cessão voluntária de algum direito. Em sentido estrito, é a concessão pelo estado de algum serviço público a uma empresa privada.

## Concessão pública
É uma das principais prerrogativas do Estado moderno, juntamente com o monopólio legítimo do uso da força dentro de seu território e a defesa de seu território e população perante agressões externas. Tem raiz histórica no poder dos imperadores de conceder a exploração de recursos naturais, do comércio ou de serviços públicos a entes privados mediante condições predefinidas e o pagamento de taxas ou impostos específicos.
Diferente dos direitos, sejam históricos, adquiridos ou conquistados, as concessões costumam ser temporárias e parciais, geralmente condicionadas a determinado conjunto de regras ou leis preestabelecidas por aquele que as concede (no caso, o Estado) e são sempre revogáveis. Assim, o Estado tem a prerrogativa legal de retirar uma concessão quando julgar necessário ou quando o concessionário não cumprir com algumas das condições definidas pelo Estado.
No caso da concessão de serviço público, "há cláusulas predefinidas que podem ser alteradas unilateralmente pelo Poder Concedente, sem que caiba, de forma legítima, irresignação por parte do concessionário quanto a tais alterações".
Um dos exemplos de concessão do Estado para indivíduos é a Carteira de Motorista, que, diferentemente do que alguns pensam, é uma concessão e não um direito. Por isto, o Estado pode predefinir as regras válidas para receber esta concessão (obtenção da carteira de motorista), para utilizá-la (no caso, seguir as Leis de Trânsito) e as condições em que um sujeito pode perdê-la (ao descumprir as Leis de Trânsito).
Outro exemplo de concessão do Estado a indivíduos é o Passaporte, para viagens ao exterior. Neste caso, o cidadão também pode perder este documento e ficar impedido de viajar ao exterior sob certas circunstâncias, que variam conforme a legislação de cada país. Geralmente, quando o indivíduo está sendo julgado e existem indícios de que este pretende fugir para outro país, este pode ter seu passaporte cancelado.
Casos de concessão do Estado, segundo José Carlos de Oliveira, no Brasil, para empresas, geralmente incluem uma grande variedade de temas, desde a exploração de recursos naturais como petróleo, minérios, florestas e água, passando pelo uso do espectro eletromagnético por empresas de comunicação, até certos tipos de atividades comerciais (importação e exportação), e a prestação de serviços de utilidade pública.
Neste caso, a concessão e a permissão de serviços públicos são as formas através das quais a administração pública transfere, ao particular, a prestação do serviço público, como a gestão de serviços de saúde e educação, a administração de meios de transporte (rodoviário, ferroviário, hidroviário, aéreo ou ligado à segurança nacional) e empresas de transporte público coletivo (ônibus, metrô), a área de comunicação social e/ou política (imprensa, rádio e televisão), além de serviços de saneamento (coleta de lixo e esgoto, distribuição de água encanada).

## Concessão na iniciativa privada
Também pode ocorrer concessão na iniciativa privada, como, por exemplo, no comércio de veículos, quando as fábricas produtoras dos veículos concedem, às distribuidoras, as faculdades de vender os veículos, prestar assistência técnica aos compradores e utilizar a marca do fabricante.